# سیارک ۵۵۱۹۶
سیارک ۵۵۱۹۶ (به انگلیسی: 55196 Marchini، نامگذاری:2001RM16) پنجاه و پنج هزار و صد و نود و ششمین سیارک کشف شده‌است که در ۱۱ سپتامبر ۲۰۰۱ کشف شد.